# Penyaringan
Penyaringan is een bestuurslaag in het regentschap Jembrana van de provincie Bali, Indonesië. Penyaringan telt 8451 inwoners (volkstelling 2010).